# Der zweite Atem
Der zweite Atem ist ein französischer Kriminalfilm des Regisseurs Jean-Pierre Melville aus dem Jahr 1966.

## Handlung
Gustave Minda, genannt „Gu“, kann nach acht Jahren Haft mit einem Kumpan aus dem Gefängnis ausbrechen. Gu ist ein berüchtigter Gangster, bekannt im Milieu des organisierten Verbrechens, wo er hohe Reputation wegen seiner Zuverlässigkeit genießt. In Paris findet er alte Freunde wieder: Die Nachtclub-Besitzerin Manouche und ihren Kellner Alban; er trifft auf die beiden gerade dann, als Jo Ricci, ein amoralischer Nachtclub-Besitzer und Geschäftemacher, sie mittels zweier Gauner bedrohen lässt. Gu überwältigt die Gauner und erschießt sie auf der Fahrt aus der Stadt. Nach diesem Doppelmord, dessen „Handschrift“ auf Gu verweist, nimmt der erfahrene Kommissar Blot Gus Spur auf.
Manouche und Alban verstecken Gu zunächst am Stadtrand von Paris und helfen ihm bei seiner Flucht nach Marseille, von wo aus er versuchen will, sich nach Italien abzusetzen. Aber Gu will zunächst seine finanzielle Situation in Ordnung bringen. In Marseille trifft er seinen Freund Paul, Bruder von Jo Ricci und im Zigarettenschmuggel aktiv, der einen Überfall auf einen von zwei Motorrad-Polizisten eskortierten Platin-Transport plant. Gu willigt ein, auch wenn er dafür einen der Polizisten ermorden muss. Der Überfall gelingt wie geplant, doch Kommissar Blot stellt Gu, der mit Hilfe seiner Freundin Manouche unterzutauchen versucht, eine Falle, bei der er seinen Freund Paul zu verraten scheint. Diesen Ehrverlust will Gu nicht auf sich sitzen lassen; noch einmal flieht er – nach einer absichtlichen Selbstverletzung während eines Folter-Verhörs – aus dem Krankenhaus, um sich von diesem Makel reinzuwaschen. Er kidnappt Kommissar Fardiano, der ihn in Marseille verhaftet hatte, presst ihm ein schriftliches Eingeständnis seiner zweifelhaften Verhörmethoden ab und ermordet auch diesen Polizeibeamten. Bei einer blutigen Auseinandersetzung mit seinen ehemaligen Komplizen in Marseille wird Gu schwer verwundet. Auf verlorenem Posten schießt er auf die eintreffende Polizei und wird beim erwiderten Feuer erschossen. Blot spielt das Geständnis Fardianos der wartenden Presse zu.

## Hintergrund
Welche Art von Beziehung Gu und Manouche miteinander verbindet, bleibt unklar. Im Dialog wird Manouche sogar mehrere Male als Gus „Schwester“ bezeichnet. Melville hat dazu gesagt: „Die ‚Schwestern‘, das sind im Milieu die Frauen. Wenn ich zugelassen habe, dass manche glauben können, Manouche sei Gus Schwester, dann wegen des Teils in mir, das an Les enfants terribles hängt – oder eher noch an Pierre, or The Ambiguities meines großen Namensvetters.“

## Rezeption
Adrian Danks betrachtet Jean-Pierre Melvilles neunten und bis zu diesem Zeitpunkt erfolgreichsten Film in Frankreich als dessen Wendepunkt von den abstrakten, elementaren und ikonographisch präzisen und hypermaskulinen Gangstermilieu-Filmen wie Drei Uhr nachts (1955) oder Der Teufel mit der weißen Weste (1962) hin zu ausgedehnten, verfeinerten und philosophisch zurückhaltenden Werken wie die folgenden Der eiskalte Engel (1967) und Vier im roten Kreis (1970). Es war auch Melvilles letzter Film, den er in schwarz-weiß drehte.

## Kritik
- Reclams Filmführer: Die Handlung erinnert an einen Dutzendfilm, aber Melvilles Regie gibt dem Film eine unverwechselbare Eigenart. Er erzählt seine Geschichte kühl und distanziert und verzichtet auf Affekte ebenso wie auf die bequeme Kategorisierung in „Gut“ und „Böse“. Das bestimmt auch den Antagonismus von Gu und Blot. Die Methoden der Polizei erscheinen hier, auf das reine Geschehen reduziert, kaum weniger fragwürdig als die der Ganoven; die Gegenspieler werden austauschbar.
- Lexikon des internationalen Films: Der klassische Gangsterfilm Melvilles in der Tradition des "film noir" bietet spannende Krimiunterhaltung und zeigt einen Gangster-Mikrokosmos, der an den eigenen Konventionen und Regeln zugrunde geht.[3]